# Teredo
Teredo is een geslacht van uitgestorven mollusken, dat fossiel bekend is vanaf het Eoceen.

## Beschrijving
Deze tweekleppige paalworm bevat gezaagde, bolle T-vormige kleppen. Onder het slot bevindt zich een lange, dunne hefboom voor de spieraanhechting.

## Leefwijze
Dit geslacht leeft in groepen in drijvend en gezonken hout.

## Soorten
- Teredo aegypos Moll, 1941
- Teredo bartschi Clapp, 1923
- Teredo bitubula Li, 1965
- Teredo clappi Bartsch, 1923
- Teredo fulleri Clapp, 1924
- Teredo furcifera Martens in Semon, 1894
- Teredo johnsoni Clapp, 1924
- Teredo mindanensis Bartsch, 1923
- Teredo navalis Linnaeus, 1758 (Paalworm)
- Teredo poculifer Iredale, 1936
- Teredo portoricensis Clapp, 1924
- Teredo somersi Clapp, 1924
- Teredo triangularis Edmondson, 1942